# Бетеева, Виктория Владимировна
Виктория Владимировна Бетеева (род. 31 мая 1980) — российская самбистка и дзюдоистка, чемпионка России по дзюдо среди кадетов и юниоров, бронзовый призёр чемпионата России по дзюдо 2009 года, бронзовый призёр чемпионата России по борьбе на поясах, мастер спорта России по самбо. Выступает в полусредней весовой категории (до 63 кг). Тренируется под руководством А. Г. Габараева и П. Ф. Джиоева. На соревнованиях представляет Северную Осетию.

## Спортивные результаты
- Чемпионат России по дзюдо 1995 года среди кадетов — ;
- Чемпионат России по дзюдо 1998 года среди юниоров — ;
- Чемпионат ЮФО 2007 года — [1];
- Чемпионат России по дзюдо 2009 года — ;
- Чемпионат России по самбо 2014 года — 13 место;
- Чемпионат России по борьбе на поясах 2014 года — [2];